# Psychotria osaensis
Psychotria osaensis är en måreväxtart som beskrevs av Charlotte M. Taylor. Psychotria osaensis ingår i släktet Psychotria och familjen måreväxter. Inga underarter finns listade i Catalogue of Life.